# Élémentaire (esprit)
Pour les articles homonymes, voir élémentaire.
Un élémentaire (esprit élémentaire, être élémentaire ou esprit des éléments) ou un élémental est une créature imaginaire composée de l'un des quatre éléments issus de la tradition grecque, c'est-à-dire l'air, l'eau, le feu et la terre. Par extension, certaines créatures sont considérées comme des élémentaires grâce au lien symbolique fort qu'elles entretiennent avec un élément en particulier, comme le feu pour le phénix. La symbolique élémentaire a été majoritairement reprise par certaines œuvres modernes qui associent des créatures imaginaires avec un ou plusieurs éléments en particulier, par exemple la série Pokémon.

## Terminologie
On utilise parfois le mot « élémental » (« élémentaux » au pluriel), issu de l'anglais, pour désigner les créatures élémentaires, par exemple dans certaines traductions du jeu de rôle Donjons et Dragons.

## Classifications des créatures élémentaires

### Historique
Psellos, grand savant byzantin du XIe siècle, énumère six catégories de démons dans un célèbre traité utilisé par Ronsard : Traité par dialogue de l'énergie ou opération des diables (trad. 1511). Il admet : esprits ignés, esprits aériens, esprits terrestres, esprits aquatiques, esprits souterrains, esprits ténébreux.
Honorius d'Autun (Honorius Augustodunensis) (1075-1157), dans son Elucidarium (traduit en français en 1954), admet comme esprits : anges, démons, âmes désincarnées. Il soutient que « les anges ont un corps d'éther, les démons d'air, les hommes de terre ».
Paracelse, vers 1535, compte sept races de créatures sans âme : les génies à forme humaine mais sans âme ni esprit (inanimata) des Éléments, les géants et les nains, les nains sur la terre. Il croit aux génies des quatre Éléments. La Terre, par génération spontanée, produit des nains qui gardent les trésors sous la montagne ; l'Eau produit les ondines ; le Feu, les salamandres ; l'Air, les elfes. Ensuite viennent les géants et les nains issus de l'air, mais qui vivent sur la terre. Pour Paracelse, ces esprits ont l'apparence humaine, ils sont mortels, ils ne deviennent immortels qu'en s'unissant avec un humain. Le livre s'appelle Le livre des nymphes, des sylphes, des pygmées, des salamandres et de tous les autres esprits (Liber de Nymphis, sylphis, pygmaeis et salamandris et de caeteris spiritibus), trad. de l'all., Nîmes, Lacour, 1998, 308 p.

« Le mot inanimatum désigne six familles d'hommes sans âme… Ces hommes sans âme sont d'abord ceux des quatre familles qui habitent les quatre Éléments : les nymphes, nymphae, filles de l'eau ; les fils de la terre, lémures, qui habitent sous les montagnes ; les esprits de l'air, gnomi ; les génies du feu, vulcani. Les deux autres familles sont composées d'hommes qui sont également nés sans âme ; mais qui, comme nous, respirent en dehors des Éléments. Ce sont d'une part les géants et d'autre part les nains qui vivent dans l'ombre des forêts, umbragines… Il existe des êtres qui demeurent naturellement au sein d'un même Élément. Ainsi le phénix, qui se tient dans le feu comme la taupe dans ta terre. Ne soyez pas incrédules, je le prouverai ! Quant aux géants et aux nains de la forêt, ils ont notre monde pour séjour. Tous ces êtres sans âme sont produits à partir de semences qui proviennent du ciel et des Éléments, mais sans le limon de la terre… Ils viennent au monde comme les insectes formés dans la fange [par génération spontanée]. »

— (Paracelse, La grande astronomie. Astronomia magna (1537), trad., Dervy, 2000, p. 159-160).
| Créature   | Élément selon Paracelse | Élément selon l'Abbé de Villars |
| ---------- | ----------------------- | ------------------------------- |
| Ondine     | Eau                     | Eau                             |
| Nymphe     |                         | Eau                             |
| Gnome      | Terre                   | Terre                           |
| Salamandre | Feu                     | Feu                             |
| Phénix     | Feu                     |                                 |
| Elfe       | Air                     |                                 |
| Sylphe     |                         | Air                             |

Johann Wier est un spécialiste de sorcellerie. Il range les démons selon leur nature élémentaire (de feu, d'eau, d'air, de terre, souterrains), selon leur habitat (démons des quatre points cardinaux, démons diurnes, nocturnes, sylvestres, montagnards, champêtres, domestiques).
Nicolas Pierre Henri de Montfaucon de Villars, en 1670, met en correspondances démons et Éléments, et il simplifie Psellus, poursuit Paracelse. Les sylphes sont d'air, les ondins d'eau, les gnomes de terre, les salamandres de feu :

« L'air est plein d'une innombrable multitude de peuples [les Sylphes] de figure humaine, un peu fiers en apparence, mais dociles en effet : grands amateurs des sciences, subtils, officieux aux sages, et ennemis des sots et des ignorants. Leurs femmes et leurs filles sont des beautés mâles, telles qu'on dépeint les Amazones… Sachez que les mers et les fleuves sont habités de même que l'air ; les anciens Sages ont nommé Ondins ou Nymphes cette espèce de peuple… La terre est remplie presque jusqu'au centre de Gnomes, gens de petite stature, gardiens des trésors, des minières et des pierreries… Quant aux salamandres, habitants enflammés de la région du feu, ils servent aux philosophes (p. 45-48). »

### Les ajouts postérieurs
Un véritable élémentaire est une créature composée majoritairement de l'élément qu'elle représente. Ainsi, Agni, les Éfrits et les Djinns sont des élémentaires du feu. Selon la tradition musulmane, Djinns et Éfrits ont été créés à la flamme crépitante et sont donc faits d'air et de feu, quand l'homme, lui, l'a été de l'eau et de la terre, la boue ou argile primordiale.

## Les élémentaires dans les œuvres de fiction moderne

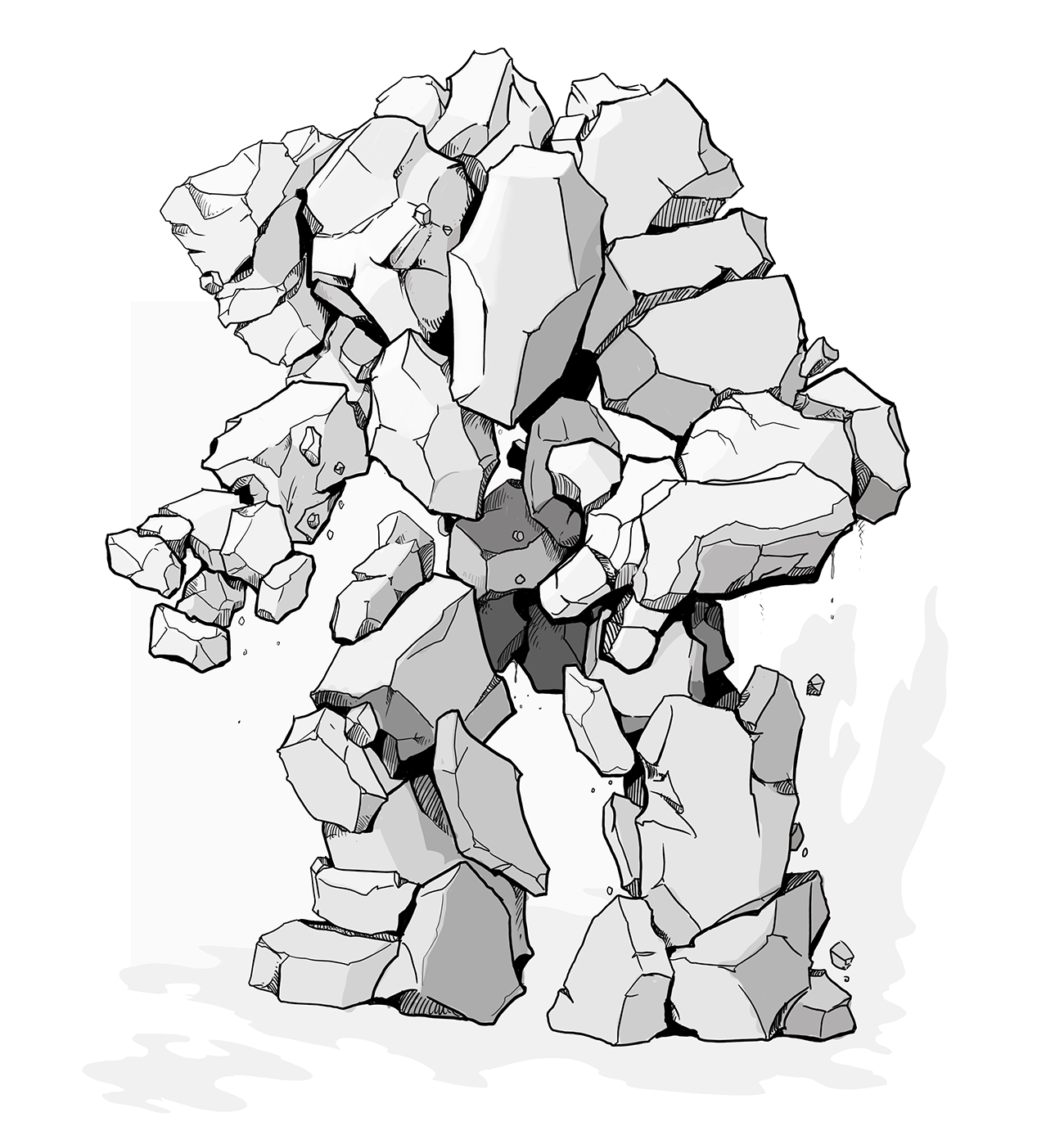
Un élémentaire de pierre dans l'univers de Donjons et Dragons

Cette définition peut être élargie pour parler de créatures composées d'électricité, de glace ou encore de « magie pure ». De même, on qualifie aussi de pouvoir élémentaire (ou élémental) le pouvoir sur la météo de Tornade dans X-Men.
- Les élémentaires ont une importance particulière dans l'univers littéraire de Michael Moorcock : en tant que force de la nature, ils représentent la neutralité par rapport à la loi ou au chaos.
- Dans Les Chevaliers d'Émeraude, série fantasy d'Anne Robillard, Kira a libéré un élémental de feu d'un vieux grimoire.
- Il existe aussi des élémentaires dans le jeu de rôle Donjons et Dragons qui s'inspire hautement de l'univers de Michael Moorcock.
- Le jeu de cartes à collectionner Magic : L'Assemblée contient un grand nombre d'élémentaux.
- Les élémentaux sont cités plusieurs fois dans le tome VI (le sacrifice de l'Épouvanteur) de la série L'Épouvanteur de Joseph Delaney.
- Dans la série des jeux vidéos Final Fantasy, nombre de monstres et de chimères sont faits d'éléments tels que la glace ou le feu et doivent être attaqués avec leur élément contraire pour être vaincus.
- La nouvelle Ronde de nuit à Koenigstein de l'écrivain belge Jean Ray met en scène un élémentaires d'air, Maguth, démon apparaissant aux hommes sous la forme d'un manteau bleu.

« "Maguth, ange du jeudi, ange de l'air, habitant du feu, se complaît à de longs et parfois effrayants séjours terrestres. Il apparaît alors sous un corps sanguin et bilieux, d'une taille moyenne, aux mouvements horribles et épouvantables. Ses desseins, à l'encontre des autres esprits du jeudi, sont toujours inconnus. Une de ses autres formes particulières est un habit couleur d'azur." »

Le même Jean Ray, dans un texte non de fiction, mais prétendument ethnographique, écrira ceci:

« Un habit de couleur verte ou argentée. Une flèche. Un animal à plusieurs pieds. Les signes sur l’arbre, la pluie abondante, la forme obscure agitée comme les vagues de la mer, les yeux rouges, l’habit vert... Tout cela Denouwe l’avait vu. Selon les sorciers, il aurait été témoin d’une conjuration du lundi et avait, pendant quelques minutes, été face à face avec des élémentals. »

## Interprétations
- Les stoïciens, déjà, proposaient une interprétation naturaliste des dieux. Ils tenaient les représentations sur les dieux pour des pensées sur les causes naturelles. Zeus signifie vie, Athéna éther, Poséidon désigne l'humidité, l'eau, comme Déméter désigne la terre[5].
- Les chrétiens assimilent les esprits élémentaires à des démons, aux anges déchus. Ainsi saint Martin de Braga, vers 550 : « De nombreux démons parmi ceux qui furent chassés du ciel sont les maîtres de la mer, ou des rivières, ou des sources, ou des forêts, tous démons que, de la même façon, les hommes ignorant Dieu vénèrent comme s'ils étaient des divinités, et ils leur offrent des sacrifices. Dans la mer, on les appelle Neptune ; dans les rivières, Lamies ; dans les sources, Nymphes ; dans les forêts, Dianes, et tous ne sont que des démons malins et des esprits de mauvaise nature, qui nuisent aux hommes infidèles ne sachant pas se prémunir par le signe de la croix, et ils les tourmentent. »[6]
- Les spécialistes de la symbolique sont souvent tentés par une interprétation psychologique. Les ondines, alors, symbolisent les sortilèges de l'eau et de l'amour ; les nymphes symbolisent la tentation de la folie héroïque ; les nains symbolisent les forces obscures qui sont en nous et ont facilement des apparences monstrueuses[7].